# Telve
Telve là một đô thị ở tỉnh Trento ở vùng Trentino-Alto Adige/Südtirol của Ý, tọa lạc cách 30 km về phía đông của Trento. Tại thời điểm ngày 31 tháng 12 năm 2004, đô thị này có dân số 1.914 người và diện tích là 64.8 km².
Telve giáp các đô thị: Castello-Molina di Fiemme, Valfloriana, Pieve Tesino, Scurelle, Baselga di Pinè, Palù del Fersina, Telve di Sopra, Carzano, Borgo Valsugana và Castelnuovo.